# Дробняк
Дробняк (на албански: Dromjaku; на сръбски: Дробњак) е село в Косово, разположено в община Елезки хан, окръг Феризово. Намира се на 764 метра надморска височина. Населението според преброяването през 2011 г. е 121 души, от тях: 121 (100,00 %) албанци.

## Население
Численост на населението според преброяванията през годините:
- 1948 – 156 души
- 1953 – 184 души
- 1961 – 148 души
- 1971 – 113 души
- 1981 – 107 души
- 1991 – 113 души
- 2011 – 121 души